# Inaiatulá Cã
Inaiatulá Cã (20 de outubro de 1888 - 12 de agosto de 1946) foi rei do Afeganistão entre 14 de janeiro de 1929 e 17 de janeiro de 1929. Ele era o filho do rei afegão anterior, Habibulá Cã. Ele foi treinado na escola militar em Cabul. Jovem príncipe reformista, ele conduzirá durante o reinado de seu pai, os negócios da instrução pública. Seu pai irá conferir-lhe o título de "Moin Sultanato" (Assistente da realeza). Inaiatulá teve um breve reinado que terminou com a sua abdicação.

## Revolta
Em fevereiro de 1919, seu pai, Amir Habibulá Cã é assassinado. Imediatamente seu tio Nasrulá Cã auto proclamou-se "Emir", por ele ser o legítimo herdeiro do trono. O jovem príncipe e seu irmão Haiatulá Cã reconhecem o novo soberano, porém Amanulá Cã, o terceiro filho do falecido emir se recusa a submeter-se e com o apoio dos notáveis da capital proclamou-se "Emir", devido que, Inaiatulá Cã ao reconhecer como rei seu tio tinha perdido o direito à coroa.
Mais uma vez, Inaiatulá Cã e Haiatulá Cã vão fazer alianças, desta vez em favor do irmão mais novo. Inaiatulá Cã renuncia à política e dedica-se à sua família e ao seu hobby, a fotografia.
Em 1928, Amanulá Cã tinha retornado da Europa e trouxe consigo grandes mudanças sociais e culturais. Este ato, bem como algumas imagens de Soraya Tarzi, a rainha do Afeganistão, em trajes ocidentais, perturbaram a ultra-conservadora tribo Shinwari, a qual exigiu a expulsão do rei e da rainha do Afeganistão. Em pouco tempo o país estava em guerra civil e Cabul estava cercada pelos tribos da FATA no sul e as milícias de Habibulá pelo norte.
Em janeiro de 1929, seu irmão Amanulá Cã decide abdicar em seu favor para evitar um banho de sangue. No meio da noite, em 14 de janeiro de 1929, Amanulá Cã entregou o poder para seu irmão Inaiatulá Cã Seraje e tentou fugir secretamente de Cabul para Candaar. Ao saber da fuga, Habibulá Calacani e seus seguidores perseguiram o Rolls Royce de Amanulá a cavalo, mas Amanulá conseguiu escapar. Apesar da popularidade de Inaiatulá Cã entre os moderados, os rebeldes liderados por Habibulá Calacani recusaram o novo emir e tomaram posse da capital.
Com o rei desaparecido, Habibulá Calacani escreveu uma carta ao rei Inaiatulá a render-se ou preparar-se para a guerra. A resposta de Inaiatulá foi que ele nunca tinha procurado nem queria ser rei e concordava em abdicar e proclamar Habibulá Calacani como rei em 18 de janeiro de 1929. Inaiatulá foi levado de avião para fora de Cabul pela Royal Air Force após uma escala em Bombaim na Índia, foi para Teerão, na Pérsia, onde passou o resto da sua vida em exílio. Faleceu na Pérsia em 12 de agosto de 1946. Mais tarde o seu corpo foi repatriado e enterrado ao lado de seu pai, em Jalalabade.